# Денніс Медоуз
Денніс Медоуз (англ. Dennis Meadows, нар. 7 червня 1942) — американський вчений, заслужений професор в галузі управління системами, колишній директор Інституту політичних і соціальних досліджень при Університеті Нью-Гемпшира, президент лабораторії інтерактивної освіти, широко відомий як співавтор доповіді «Межі зростання» Римському клубу.

## Кар'єра
Денніс Медоуз отримав ступінь бакалавра в Карлтонському коледжі і ступінь доктора філософії менеджменту в Школі менеджменту MIT Sloan при Массачусетському технологічному інституті. Має чотири ступені почесного доктора наук, у тому числі Російського хіміко-технологічного університету.[джерело?]
Розпочав кар'єру в департаменті, створеному Джеєм Форрестером, в Массачусетському технологічному інституті (МІТ) наприкінці 1960-х рр. (разом зі своєю дружиною Донеллою Медоуз). З 1970 по 1972 рік був директором Проекту глобальних загроз людства Римського клубу. Надалі Медоуз став штатним професором факультетів менеджменту, інжинірингу та соціальних наук. Протягом багатьох років був директором програм вищої школи по бізнесу та інжинірингу. Він читав семінари і розробляв інноваційні та складні стратегічні ігри в усьому світі протягом десятиліть. Крім того, також читав свої лекції в більш ніж 50 країнах світу.
Був директором трьох університетських наукових інститутів: в МІТ, Дартмутському коледжі та Університеті Нью-Гемпшира. Є екс-президентом Міжнародного товариства системної динаміки та Міжнародної асоціації моделювання та ігор.
Був членом ради директорів і консультантом уряду США, промислових груп і некомерційних компаній як в США, так і за кордоном. Є засновником Групи Балатон (Balaton Group), мережі близько 300 професіоналів з більш ніж 30 країн, що займаються системним моделюванням, державною політикою і стійким розвитком. У 2008 році він підтримав проект GPSO (Global Population Speak Out).
За свою діяльність отримав численні міжнародні нагороди, зокрема, Премію Японії в квітні 2009 року.

## Робота

### Римський клуб
Римський клуб — глобальний аналітичний центр, який займається різними міжнародними політичними питаннями. Був заснований в квітні 1968 року і привернув величезну суспільну увагу в 1972 році своєю доповіддю «Межі зростання». З 1970 по 1972 рік Медоуз був директором Проекту глобальних загроз людства при Римському клубі в МІТ, в рамках якого було побудовано глобальну модель розвитку людства, що лягли в основу доповіді.

### Межі зростання
Доповідь «Межі зростання» на замовлення Римського клубу представила результати моделювання наслідків швидкого зростання населення планети при обмежених природних ресурсах. Співавторами Денніса Медоуза були Донелла Медоуз, Йорген Рандерс та Вільям Беренс III.
У дослідженні використовувалася модель «World3» для моделювання наслідків взаємодії двох систем: Землі і людей. Доповідь нагадала деякі з загроз і передбачень преподобного Томаса Мальтуса, розглянутих в його книзі «Досвід закону про народонаселення» 1798 року.
Кінцевою метою дослідження було не конкретне передбачення подій, а опис загальних наслідків взаємодії експоненціально-зростаючого населення з обмеженими ресурсами планети. Оскільки розмір усіх ресурсів планети не відомий, досліджувалася тільки загальна поведінка системи.

### Межі зростання. 30 років потому
За останні 30 років XX століття відбулося велике культурне зрушення у свідомості людей про глобальні процеси. В інтерв'ю 2004 р. Медоуз пояснює:
|  | У 1972 році більшість людей не могло навіть уявити, що фізичний вплив діяльності людства може стати настільки великим, що може змінити основні природні процеси на Землі. Але тепер ми регулярно спостерігаємо і обговорюємо проблему озонової діри, руйнування морського рибальства, зміни клімату та інші глобальні проблеми. |

У праці «Межі зростання» 1972 року автори рекомендували сфокусуватися на уповільненні зростання населення планети. У праці «Межі зростання. 30 років потому» 2004 року основна теза була змінена. Медоуз пояснює:
|  | Зараз ми повинні розповісти людям як керувати зниженням своєї діяльності до рівнів поновлюваних ресурсів Землі.Оригінальний текст (англ.) Now we must tell people how to manage an orderly reduction of their activities back down below the limits of the earth's resources. |

Він також вважає: «Потрібно нарешті спробувати привчити людей до того, щоб вони не чекали чергових мудрих рішень від своїх урядів, а самі брали необхідні превентивні заходи.»

## Публікації
Денніс Медоуз є автором та співавтором 10 книг, які були перекладені більш ніж 30-ма мовами світу. Серед них:
- 1970 — Dynamics of commodity production cycles
- 1973 — Toward global equilibrium: collected papers (у співавт.)
- 1975 — Beyond growth: essays on alternative futures
- 1974 — Dynamics of Growth in a Finite World
- 1977 — Alternatives to growth-I: a search for sustainable futures" (у співавт.) — адаптовані документи з промов на Премії Джорджа і Синтії Мітчелл (1975) і з презентацій на Конференції з альтернатив зростання (до 1975 року), що проходила в Вудленді, штат Техас.
- 1992 — Beyond the Limits: Confronting Global Collapse, Envisioning a Sustainable Future
- 1995 — «The Systems Thinking Playbook»
- 2004 — Limits to Growth: The 30-Year Update (у співавт. з Донеллою Медоуз, Йоргеном Рандерсом)